# Ара Нова (Рим)
Ара Нова је насеље у Италији у округу Рим, региону Лацио.
Према процени из 2011. у насељу је живело 6158 становника. Насеље се налази на надморској висини од 73 м.